# Musée de la marine de guerre de Gdynia
Le musée de la Marine de Guerre de Gdynia (en polonais Muzeum Marynarki Wojennej w Gdyni) est un musée consacré à la Marine de Guerre de la Pologne.

## Histoire
Le musée a été inauguré le 28 juin 1953. 
Le 24 février 1960 le navire de guerre ORP Burza a été rattaché au musée.
Le 1er mai 1976 en raison de mauvais état le navire musée ORP Burza est remplacé par le destroyer ORP Błyskawica, retiré du service.
Le 28 novembre 2012 a eu lieu la cérémonie d'ouverture d'un nouveau siège du musée.

## Sections du musée
- Navire-musée ORP Błyskawica
- Navire-musée ORP Batory
- Exposition en plein air des armes et d'armement maritime
- Documentation
- Armes et armement
- Numismates et Phaléristique
- Art
- Maquettes
- Souvenirs
- Uniformes et équipement

## Galerie

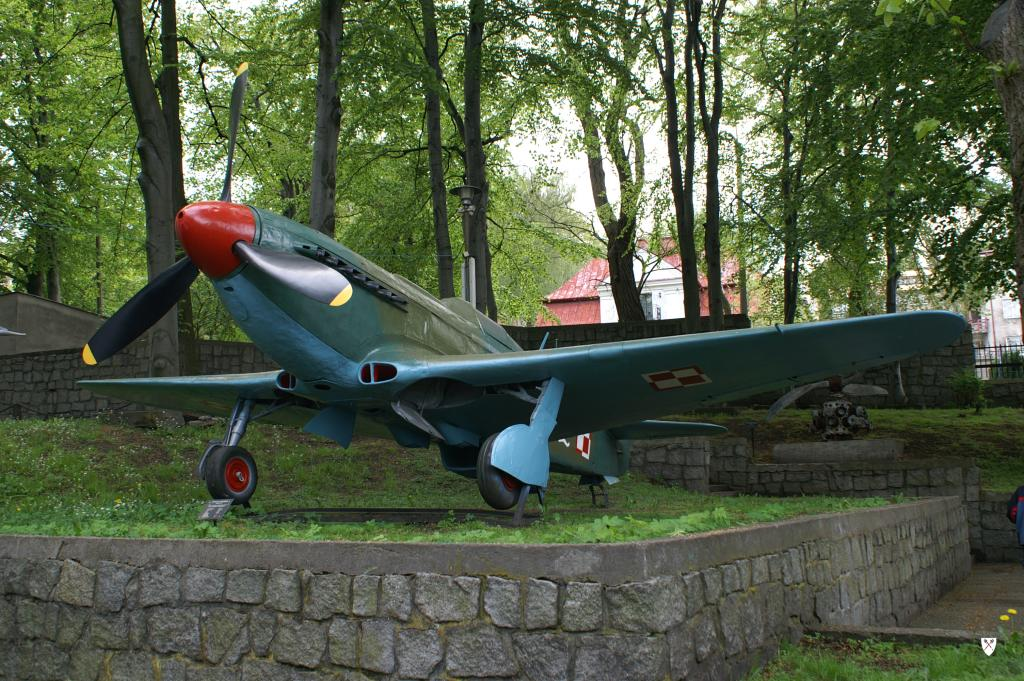
Yakovlev Yak-9
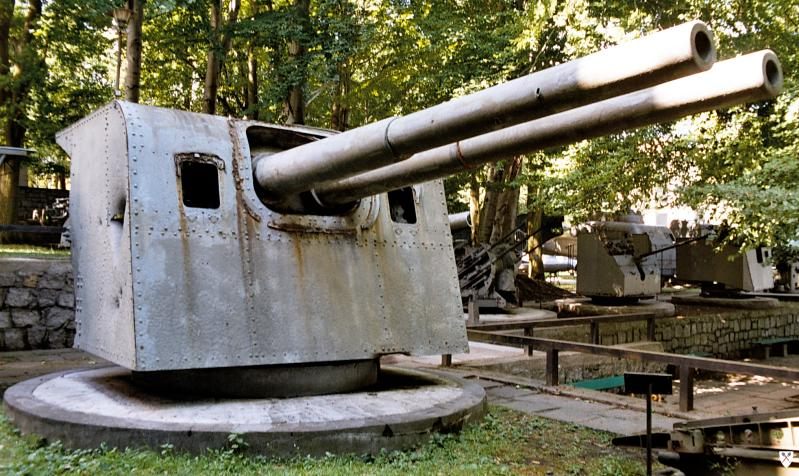
canons de 120 mm
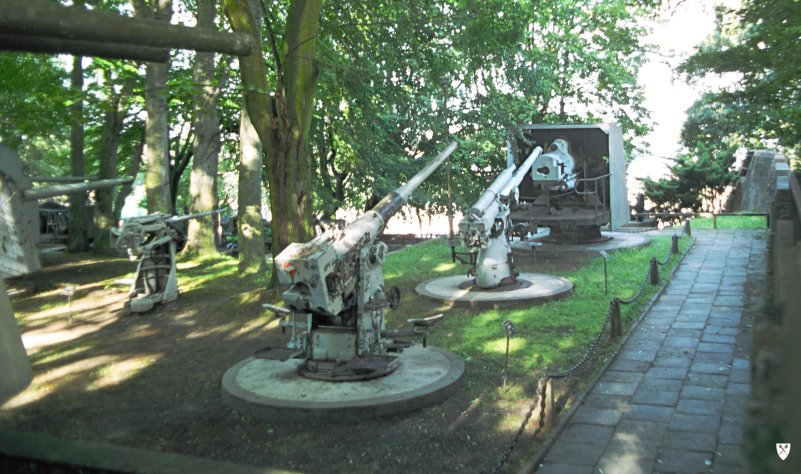
canons des sous-marins